# 今出川実種
今出川 実種（いまでがわ さねたね）は、江戸時代中期から後期にかけての公卿。内大臣・西園寺公晃の三男。権中納言・今出川公言の養子。官位は従一位・内大臣。

## 経歴
宝暦10年（1760年）に今出川公言の養子となり、同年に叙爵。以降累進して侍従・左近衛権少将・右近衛権中将を経て、明和3年（1766年）に従三位となり、公卿に列する。その後踏歌節会外弁や権中納言を経て、安永4年（1775年）に従二位権大納言、また大歌所別当となる。翌年に別当を辞す。安永8年（1779年）には内教坊別当となる。
寛政10年（1798年）には内大臣と右近衛大将に任じられたが、翌年に職を辞した。寛政12年（1800年）に従一位を授与された。

## 系譜
- 父：西園寺公晃
- 母：今出川伊季の娘
- 養父：今出川公言
- 正室：国姫 - 禎子。徳川宗翰の三女
  - 男子：今出川尚季(1782-1810)
- 生母不明の子女
  - 男子：今出川益季
  - 女子：光子 - 徳大寺公迪室
- 養子
  - 女子：広幡経豊室 - 日野資矩の娘